# Трансатлантичний тунель
Трансатлантичний тунель — концептуальний проєкт тунелю, який повинен проходити під Атлантичним океаном між Північною Америкою і Європою, що призначений для будь-яких видів громадського транспорту (зокрема для потягів зі швидкістю руху від 500 до 8000 км/год).
Наразі існують лише концептуальні проєкти. Роботи зі створення такого тунелю зараз не ведуться і в найближчому майбутньому не плануються. Більшість проєктів припускають, що тунель забезпечить сполучення між США і Великою Британією, а саме між Нью-Йорком і Лондоном. Основними перешкодами при конструюванні такого тунелю є велика вартість (від 175 млрд до 12 трлн дол. США) та недостатня міцність і якість сучасних матеріалів.
Існуючі тунелі великої довжини, такі як тунель під Ла-Маншем і Сейканський тунель, незважаючи на використання більш дешевих технологій, потребують фінансових вкладень.
Трансатлантичний тунель був би в 88 разів довшим за Готтардський базисний тунель і в 36 разів довшим за акведук Делавера. В 2003 році у телевізійній програмі Extreme Engineering каналу Discovery був детально розглянутий один із концептуальних проєктів тунелю.

## Історія
Пропозиції з будівництва такого тунелю висловлював Мішель Верн, син Жуля Верна, який описав його в 1888 році в оповіданні Un Express de l'avenir («Експрес в майбутнє»). Оповідання було опубліковане англійською мовою в 1895 році в журналі Strand Magazine. Авторство помилково приписувалося Жулю Верну, і ця помилка часто повторюється в подальших публікаціях. В 1913 році був виданий роман Бернгарда Келлермана «Тунель», де розповідалося про будівництво під Атлантичним океаном тунелю, що сполучає Європу та Америку. За романом було знято чотири фільми.
Роберт Годдард отримав два патенти на побудову трансатлантичного тунелю.
Артур Кларк згадує про міжконтинентальні тунелі в романі 1956 «Місто і зірки». Гаррі Гаррісон описує, як по океанському дну проходить система вакуумованих тунелів, по яких їздять маглев-потяги, у романі «Хай живе Трансатлантичний тунель! Ура!» (1972). У квітневому номері журналу Popular Science за 2004 рік розглядається проєкт трансатлантичного тунелю. Зазначається, що наразі створення такого тунелю є можливим завдяки використанню сучасних технологій, а вартість тунелю складатиме від 88 до 175 млрд дол. США.

## Варіанти
Запропоновано кілька варіантів проєкту тунелю: у вигляді труби, що проходить по дну моря або над ним, тунелю під океанським дном тощо.
У 1960-х роках був запропонований проєкт 5000-кілометрового тунелю, яким мали б ходити вакуумні поїзди, розвиваючи швидкість 8000 км/год. За такої швидкості поїздка від Лондона до Нью-Йорка тривала б менше однієї години. Інший сучасний варіант передбачає створення тунелю на глибині, зануреного приблизно на 50 метрів.